# (5619) Shair
(5619) Shair est un astéroïde de la ceinture principale.

## Description
(5619) Shair est un astéroïde de la ceinture principale. Il fut découvert le 26 avril 1990 à l'Observatoire Palomar par Eleanor Francis Helin. Il présente une orbite caractérisée par un demi-grand axe de 2,62 UA, une excentricité de 0,21 et une inclinaison de 25,3° par rapport à l'écliptique.

## Compléments